# Carl Fiedler (Schriftsteller)
Carl Fiedler oder Karl Fiedler (geboren 9. März 1836 in Hannover; gestorben 7. September 1887 in Lausa bei Losenstein in Oberösterreich) war ein deutscher Seiden-Kaufmann, Unternehmer, Dramatiker und Dramaturg sowie Theatergründer und -leiter.

## Leben
Fiedler wuchs noch vor Beginn der Industriellen Revolution im Königreich Hannover in der gleichnamigen Residenzstadt auf. Seinen Berufswunsch als Theologe gab er aus praktischen Notwendigkeiten auf und durchlief eine Ausbildung zum Kaufmann. Nach seinen Reisen nach Frankreich, England und Italien gründete er 1868 erst in Krefeld, dann in Lyon „ein bedeutendes Rohseidengeschäft.“
Seiner Vorliebe zum Schauspiel folgend gründete er unter Einsatz eines nicht unbedeutenden Vermögens ein „nach strengen Grundsätzen geführtes“ Theater.
Nach einer Weile gab Fiedler seine Unternehmen inklusive Theater wieder auf, um sich nur noch seinen literarischen Neigungen zu widmen. Hierfür ließ er sich zunächst in Gohlis nieder, dann in Stuttgart. Einige seiner Stücke ließ er selber drucken und ließ sie auch aufführen.
1874 heiratete er die Hofschauspielerin Theodore von Wurzbach-Tannenburg, der er zu den Städten ihres Engagements nach Dessau, Frankfurt am Main, Berlin und 1879 schließlich nach Prag folgte.
Unterdessen hatte Fiedler bereits mehrere Dramen verfasst. Zu seinen „aufsehenerregenden dramaturgischen Schriften“ zählt die 1875 auf Mitteilungen von Feodor Wehls fußende Das deutsche Theater, was es war, was es ist und was es werden muss sowie das 1880 publizierte Werk Die Gesammtgastspiele in München. In zeitgenössischer Sprache „geißelte [er] darin das an den größeren Theatern, namentlich Hofbühnen tief verbreitete Protections- und Cliquenwesen und vielerlei andere tiefgreifende Mißstände, wodurch er wohl der Wahrheit die Ehre gab, für sich aber nichts weniger als Freunde gewann.“
Nachdem er viele Jahre an einer gesundheitlichen Einschränkung gelitten hatte, kaufte er 1886 die Besitzung Koglgut in Lausa bei Losenstein in Oberösterreich, um sich dort um die Bewirtschaftung des Gutes zu widmen. Seine Hoffnung auf Genesung in ländlicher Muße erfüllte sich jedoch nicht, vielmehr verstärkte sich sein Leiden, dem er 1887 im Alter von 53 Jahren erlag.

## Schriften (Auswahl)
- Frauenherzen (= Reclam’sche Universalbibliothek, Nr. 360), Schauspiel, 1871
- Goethe als Rekrut, Lustspiel, 1873
- Vom Regen in die Traufe, 1875
- Das deutsche Theater, was es war, was es ist und was es werden muss, 1875
  - dritte Auflage, München: Carl Merhoff's Verlag, 1881; Google-Books
- Die Gesammtgastspiele in München, 1880
- Franziska Seidwitz, Drama, 1883
- Der verhängnisvolle Kuß, Drama, 1885